# Az akasztott ember háza
Az akasztott ember háza  (La Maison du pendu, Auvers-sur-Oise) Paul Cezanne festménye, amely a párizsi Musée d’Orsay gyűjteményének része.

## Keletkezése
Cezanne 1872 és 1874 között Auvers-sur-Oise-ban, barátja és mentora, Camille Pissarro közelében élt és dolgozott. Pissarro tanácsára felhagyott a korai munkáit jellemző nyers, sötét ábrázolásmóddal, és áttért az impresszionisták  színes, fényes világába.
Az akasztott ember háza 1873-ban készült. Cezanne két másik képpel együtt bemutatta az impresszionisták első párizsi kiállításán, 1874-ben. A kritika kedvezőtlenül fogadta, de az alkotó első olyan képeinek egyike lett, amelyet sikerült életében eladnia: Armand Doria gróf vette meg 200 frankért. 1889-ben elcserélte Victor Chocquct-val egy másik Cezanne-képre, az Olvadó hó Fontainebleau-nél című alkotásra. A Chocquet-hagyatékból Isaac de Casnondo gróf vette meg 6510 frankért Claude Monet javaslatára. Az ő hagyatékából került a Louvre gyűjteményébe 1914-ben, majd onnan a Musée d’Orsay-ba.
A kép egy festői vidéki házat ábrázol az auvers-sur-oise-i rue de Four-ban. A címmel szemben nem tudni arról, hogy bármilyen akasztás (gyilkosság vagy öngyilkosság) történt a házban. Feltehetően a tulajdonos neve, a breton Penn'Du neve ferdült el pendura, amely franciául akasztott embert jelent. A képet többször is kiállították az alkotó életében, egyike volt azon műveinek, amelyekkel elégedett volt. A kompozíciót néhány a középpontból kifelé tartó, erős tengely határozza meg: például a bal oldalon látható, emelkedő ösvény, a kép jobb alsó részén domborodó útszél vagy a fák kifelé mutató ágai.
Cezanne először felfestette a kompozíciót, majd újabb, vastag festékrétegeket vitt fel, szinte három dimenziójúvá változtatva alkotását. A két vékony fa, a kémények, a háztetők szélei némileg kiemelkednek a sűrű festékrétegből. A képen nemcsak Cezanne festési technikája újszerű, hanem a művész látásmódja is: a falu házacskái elhagyatottan, ember jelenléte nélkül emelkednek ki a környező természetből.